# Hendurabi
Hendurabi (en persa: هندرابی) también escrito como Hendorabi es una isla iraní del Golfo Pérsico con 22,8 kilómetros cuadrados de superficie. Su nombre se deriva de la palabra persa اندرآبی Andar-abi que significa "dentro de las aguas". Se encuentra ubicada en la provincia de Hormozgan, al oeste de la isla de Kish y al sur de Bastak. El suministro de agua es muy limitado. Se cree que hay posibilidades de encontrar gas en la isla.